# Guzmania stricta
Guzmania stricta är en gräsväxtart som beskrevs av Lyman Bradford Smith. Guzmania stricta ingår i släktet Guzmania och familjen Bromeliaceae. Inga underarter finns listade i Catalogue of Life.